# Христианские левые
Христиа́нские ле́вые — ряд левых и левоцентристских христианских политических и социальных движений, которые в значительной степени придерживаются принципов социальной справедливости и отстаивают социальную доктрину или социальный евангелизм.
Учитывая неотъемлемое разнообразие международной политической мысли, термин «христианские левые» может иметь разное значение и применение в разных странах. Хотя существует много совпадений, христианские левые отличаются от христианских либералов, а это означает, что не все христианские левые являются либеральными христианами, и наоборот. Христианский анархизм, христианский коммунизм и христианский социализм являются частью социалистических христианских левых, хотя христианские левые также включают более умеренные христианские леволиберальные и социал-демократические точки зрения.

## Терминология
Как и в случае с любой частью левого и правого крыла политического спектра, термин «христианские левые» включает группы и людей, придерживающихся самых разных точек зрения. Термин «левое крыло» может охватывать ряд ценностей, некоторые из которых могут принадлежать или не принадлежать различным христианским движениям и отдельным лицам.
Как неофициальное название свободного объединения верующих, оно обеспечивает чёткое отличие от более широко известных «христианских правых» или «религиозных правых», а также от их ключевых лидеров и политических взглядов.
Самая распространённая религиозная точка зрения, которую можно охарактеризовать как «левую», — это социальная справедливость или забота о бедных и угнетённых. Сторонники этой точки зрения могут поощрять здравоохранение для всех, социальное обеспечение, бесплатное образование, иностранную помощь и позитивные действия для улучшения условий жизни обездоленных. С ценностями, проистекающими из эгалитаризма, сторонники левых христианских взглядов считают частью своего религиозного долга действовать от имени угнетённых. Часто в поддержку этой точки зрения цитируют, среди других стихов, стихи 31—46 25-й главы Евангелия от Матфея. Поскольку почти все основные религии содержат какое-либо требование помогать другим, приверженцы различных религий считают, что социальная справедливость соответствует их вере.
Термин «социальная справедливость» был придуман в 1840-х годах Луиджи Тапарелли, итальянским католическим учёным из Общества Иисуса, который был вдохновлён трудами Фомы Аквинского. Христианские левые считают, что социальная справедливость, отказ от власти, смирение, прощение, предписаны Евангелием. В Библии есть рассказы о том, как Иисус неоднократно защищал бедных и отверженных, а не богатых и могущественных. Христианские левые утверждают, что такая позиция актуальна и важна. Придерживаясь стандарта «подставить другую щёку», который, по их мнению, заменяет ветхозаветный закон «око за око», христианские левые чаще поддерживают пацифизм в противовес милитаризму.
Некоторые из христианские левых, а также некоторые нерелигиозные социалисты находят идеи анархизма, коммунизма и социализма в Евангелиях (например, Михаил Горбачёв называет Иисуса «первым социалистом»). Христианские левые — широкая категория людей, включающая христианских социалистов, а также левых христиан, которые не считают себя социалистами.

## История
На протяжении большей части ранней истории левых движений, которые в XIX веке были крайне антиклерикальными, большая часть духовенство и многие верующие рассматривали их как угрозу, а левые в свою очередь воспринимали Церковь как часть истеблишмента и как инструмент в его руках для подавления угнетённых масс. Неудивительно, что революционные движения во Франции, России и других странах были отчасти направлены против церквей и их роли в общественной жизни. Левые движения наряду с либералами и прогрессистами сыграли важную роль отделении церкви от государства.
Несмотря на сильное предубеждение с обеих сторон, как левых, так и верующих, уже в XIX век веке появляется христианский социализм — направление общественной мысли, стремящееся объединить социалистическую модель экономики с традиционной христианской этикой.
Первые социалистические теоретики, такие как Роберт Оуэн, Анри де Сен-Симон, основывали свои теории социализма на христианских принципах. Карл Маркс и Фридрих Энгельс выступили против этих теорий, сформулировав светскую теорию социализма в «Коммунистическом манифесте».
Начиная с конца XIX и начала XX века получило распространение мнения, что подлинное христианство имеет много общего с левыми идеями. От книги св. Августина Гиппонского «О граде Божьем» до «Утопии» св. Томаса Мора основные христианские писатели излагали взгляды, которые социалисты находили приемлемыми. Большой интерес представляла чрезвычайно сильная тема эгалитаризма в Новом Завете. Другие общие для левых идеи, такие как пацифизм, социальная справедливость, расовое равенство, права человека и неприятие чрезмерного богатства, также сильно выражены в Библии. В конце XIX века возникло движение социального евангелизма (особенно среди некоторых англикан, лютеран, методистов и баптистов в Великобритании и Северной Америке), которое пыталось интегрировать прогрессивизм и социализм с христианством, чтобы создать основанный на вере социальный активизм, продвигаемый движениями, такими как христианский социализм. В Соединённых Штатах в этот период епископалисты и конгрегационалисты обычно были наиболее либеральными как в богословской интерпретации, так и в своей приверженности социальному евангелизму. В Канаде коалиция либеральных конгрегационалистов, методистов и пресвитериан основала Объединённую церковь Канады, одну из первых христианских левых деноминаций. Позже, в XX веке, сформировалась теология освобождения, которую продвигали такие авторы, как перуанский священник Густаво Гутьеррес и американский священник Мэтью Фокс.
В значительной степени христианские левые развились из опыта духовенства, занимавшегося пастырской работой среди рабочего класса, часто начиная без какой-либо социальной философии, а просто с пастырской и евангелизационной заботы о рабочих. Это особенно верно в отношении методистов и англо-католиков в Англии, католического священика Адольфа Колпинга в Германии и кардинала Йозефа Кардейна в Бельгии.
Некоторые христианские группы были тесно связаны с движением за мир, в том числе против войны во Вьетнаме, а также против вторжения в Ирак в 2003 году. Религиозные лидеры во многих странах также активно критикуют увеличение военных расходов за счёт программ социального обеспечения. Кроме того, многие видные борцы за гражданские права (например, Мартин Лютер Кинг-младший в США) были религиозными деятелями.
В Соединённых Штатах христианские левые принадлежат к разным деноминациям: церкви мира, протестанты, в том числе, некоторые евангелисты, и католики. Организации, представляющие различные идеологические течения внутри христианских левых, включают группу сформировавшуюся вокруг журнала Sojourners, основанного теологом Джимом Уоллисом в 1971 году, Bread for the World, Evangelicals for Social Action и другие религиозные группы давления.
После выборов 2004 года в Соединённых Штатах прогрессивные христианские лидеры начали формировать собственные группы для борьбы с религиозными правыми. К таким группам относятся Центр прогрессивного христианства (основан в 1996 году) и Христианский альянс за прогресс.

## Убеждения

### Последовательная этика жизни
Родственным направлением мысли является (католическая и прогрессивная евангелистская) последовательная этика жизни, которая считает противодействие смертной казни, милитаризму, эвтаназии, абортам и глобальному неравному распределению богатства связанными. Это идея с некоторыми концепциями, разделяемыми авраамическими религиями, а также буддистами, индуистами и представителями других религий. Покойный кардинал Джозеф Бернардин из Чикаго разработал идею последовательной этики жизни в 1983 году. Особенно ассоциируется с этим направлением мысли журнал Sojourners.

### Теология освобождения
Теология освобождения — христианская школа теологии, в особенности в католицизме, возникшая в развивающемся мире, прежде всего в Латинской Америке. Начиная с 1960-х годов некоторые католические мыслители объединяли левые идеи и католицизм, породив «теологию освобождения». Она возникла в то время, когда католические мыслители, выступавшие против диктатур в Латинской Америке, объединились с левой оппозицией. «Теология освобождения» развивалась независимо и примерно одновременно с «чёрной теологией» в США, и её не следует путать с ней. Конгрегация доктрины веры решила, что, хотя теология освобождения частично совместима с католическим социальным учением, некоторые её элементы, такие как доктрина классовой борьбы, противоречат церковному учению.

### Гомосексуальность
Христианские левые обычно относятся к гомосексуальности иначе, чем другие христианские политические группы. Такой подход может быть обусловлен разным вниманием к вопросам, несмотря на то, что они придерживаются схожих религиозных взглядов. Те из христианских левых, которые придерживаются тех же идей, что и другие христианские политические группы, но с другой направленностью, могут рассматривать христианское учение по определённым вопросам, таким как библейские запреты на убийство или критику концентрации богатства, как гораздо более важные с политической точки зрения, чем христианские учения о социальных проблемах, такие как противостояние гомосексуальности. Другие христианские левые имеют не только другое отношение к этим вопросам, чем другие христианские политические группы, но и другие религиозные идеи.
Например, некоторые представители христианских левых могут считать аморальными дискриминацию и нетерпимость к гомосексуалам, но их взгляды на однополый секс расходятся. Некоторые считают его аморальным, но неважным по сравнению с вопросами, касающимися социальной справедливости или вопросами сексуальной морали, связанными с гетеросексуальным сексом. Другие утверждают, что некоторые гомосексуальные практики совместимы с христианской жизнью. Они считают, что распространённые библейские аргументы, используемые для осуждения гомосексуальности и гомосексуалов, неверно истолкованы, и что библейские запреты на гомосексуальные практики на самом деле направлены против определённого типа гомосексуального полового акта, то есть педерастии. Таким образом, они считают библейские запреты неуместными при рассмотрении однополых отношений между совершеннолетними.

## Партии
| - Италия Фракции Демократической партии - Социал-христианская фракция - Тео-демократы - Народники - Вельтронисты - Реформистская база - Оливисты - Ассоциация 360 - Демократическая территория - Настоящие демократы - Демократическое пространство - Италия Солидарная демократия - Греция Христианская демократия - Польша АГРОуния | - Великобритания фракции Лейбористской партии - Христиане слева (бывшее Христианско-социалистическое движение, британское социалистическое общество, связанное с Лейбористской партией) - Нидерланды Политическая партия радикалов (в 1991 году влились в Зелёные левые) - Нидерланды Евангелическая народная партия (в 1991 году влились в Зелёные левые) - Нидерланды Союз христианских социалистов - Швейцария Христианско-социальная партия (католическая) - Швеция Религиозные социал-демократы Швеции (религиозная организация при Социал-демократической партии) - Барбадос Народная партия за демократию и развитие - Никарагуа Сандинистский фронт национального освобождения - Уругвай Христианско-демократическая партия Уругвая - Чили Христианско-демократическая партия - Чили Гражданская левая партия (бывшая Христианская левая партия Чили) - Чили Движение единого народного действия - Канада Федерация кооперативного содружества (влилась в Новую демократическую партию) |

## Церкви
- «Церковь Христа» («Ученики Христа») — часть движения Восстановления в США, ставившего перед собой задачу объединения христиан в одной Церкви на основе принципов первоначального христианства, не разделённого доктринальными перегородками.
- Конгрегациональная церковь — радикальная ветвь английского кальвинизма, утверждавшая автономию каждой поместной общины (конгрегации).
- Церковь адвентистов седьмого дня — международная протестантская организация, являющаяся самым крупным объединением адвентистов седьмого дня[18][19].
- Епископальная церковь — провинция Англиканского сообщества в США, Гондурасе, Тайване, Колумбии, Эквадоре, Гаити, Доминиканской Республике, Венесуэле, Британских Виргинских островах и части Европы[20]. В соответствии с англиканской традицией и теологией, Епископальная церковь считает себя протестантской, но кафолической[21].
- Объединённая церковь Христа — одна из протестантских деноминаций США.
- Прогрессивная национальная баптистская конвенция[англ.] — преимущественно афроамериканская традиционная баптистская деноминация, подчёркивающая свою приверженность гражданским правам и социальной справедливости.
- Появляющаяся церковь[англ.] — богословское и церковное протестантские движение конца XX и начала XXI веков, цель которого — «выйти за пределы противостояния либеральной и консервативной моделей и очертить хотя бы ориентировочные контуры богословия в эпоху постмодерна»[22][23]. Новые церкви можно найти по всему миру, преимущественно в Северной Америке, Бразилии, Западной Европе, Австралии, Новой Зеландии и Африке[24][25][26]. Отправной точкой этого движения является развитие прогрессивного христианства.